# Коутс, Гордон
Джозеф Гордон Коутс (англ. Joseph Gordon Coates; 1878—1943) — кавалер Военного креста с розеткой, 21-й премьер-министр Новой Зеландии (1925—1928).

## Ранние годы
Родился на полуострове Хукатере в бухте Каипара, Новая Зеландия, где его родители держали ферму. С ранних лет Коутсу пришлось заботиться о своей семье, потому что его отец страдал от биполярного расстройства. Он получил начальное образование в местной школе, кроме того, его мать была хорошо образована и дала ему домашнее образование. Коутс стал отличным наездником, хотя в результате несчастного случая у него до конца жизни была повреждена нога. Поскольку в этой районе проживало много  маори, он хорошо овладел их языком. Ходили слухи, что до женитьбы у него родилось двое детей от женщины-маори. Он якобы был помолвлен с учительницей Евой Ингол, но её отец не дал согласия на их брак на основании, что болезнь его отца может оказаться наследственной. В конце концов, в 1914 году Коутс женился на Мэрджори Грейс Колс, от которой у него было пять дочерей.

## Начало политической карьеры
Коутс начал заниматься политикой в 1905 году, будучи избранным в окружной совет Отаматеа. В 1913—1916 годах был председателем этого совета. До этого он хорошо зарекомендовал себя в качестве командира Отаматейского горного добровольческого пехотного полка. На выборах 1911 года был избран в парламент от округа Каипара как независимый кандидат, примкнувший к Либеральной партии. В парламенте Коутс в основном поддерживал либералов и вошёл в группу депутатов, которые поддержали продление полномочий премьер-министра Джозефа Уорда. Когда Уорда сменил Томас Маккензи, Коутс отказался от предложенного министерского поста.
Однако постепенно Коутс отошёл от Либеральной партии, в первую очередь, из-за разногласий по вопросу о полной земельной собственности для фермеров, против которой выступали либералы. Коутс укрепился в собственном мнении из-за негативного опыта с арендой фермы своей семьи. Во время голосования о доверии правительству в 1912 году он голосовал против либералов, способствуя приходу к власти оппозиционной Партии реформ. В 1914 году Коутс официально вступил в Партию реформ. Однако он не стал фанатичным сторонником одной идеи и имел друзей разных политических взглядов. Его политическая деятельность, в первую очередь, была направлена на улучшение положения северных районов Новой Зеландии.
С началом Первой мировой войны Коутс подал заявление в действующую армию, но премьер-министр Уильям Мэсси отговорил его от этого, поскольку большинство реформистов и без того было непрочным. Тем не менее в ноябре 1916 года Коутс получил разрешение отправиться на фронт. Он служил с отличием и был награждён Военным крестом. После возвращения домой многие смотрели на него как на героя, и 2 сентября 1919 года Мэсси назначил его членом кабинета, закрепив за ним посты министра юстиции, министра связи и министра телеграфа. Позже он стал министром общественных работ и министром путей сообщения. С марта 1921 года Коутс стал министром по делам туземцев, где весьма пригодилось его знание языка маори. Он подружился с Апирана Нгата и сотрудничал с ним для удовлетворения нужд маори.

## Премьер-министр
Известность Коутса постепенно стала такой, что люди увидели в нём естественного преемника Мэсси. После смерти Мэсси 10 мая 1925 года временным главой правительства стал Фрэнсис Белл, пока партия выбирала своего лидера. 30 мая Коутс стал премьером, одержав победу на партийных выборах над Уильямом Носворти.
Деятельность Коутса во главе правительства была отмечена намерением развивать аграрную экономику Новой Зеландии, из которой он вышел сам. Этой цели он посвятил несколько проектов, среди которых сооружение моста Копу на полуострове Коромандел, который облегчил сообщение местным фермерам.
Хотя Коутс обладал харизмой и навыками хорошего управленца, ему недоставало умения подавать себя и публичных выступлений. Он сохранил большую часть кабинета Мэсси, хотя общественность желала новых лиц. Его прагматичный и неполитизированный подход к решению проблем вызвал недовольство некоторых его сторонников, которые выступали за более консервативный курс. Некоторые полагали, что у него не получается представить себе «полную картину» происходящего в стране, и он слишком сосредотачивается на отдельных проектах. На выборах 1925 года реформисты одержали убедительную победу, но этим они были больше обязаны организационной работе Альберта Дэви и хаосу среди либералов.
Но на горизонте замаячила Великая депрессия, и состояние экономики Новой Зеландии стало ухудшаться. Коутс и реформисты подверглись критике. Некоторые критики называли отдельные меры по преодолению кризиса «социалистическими», а Альберт Дэви вышел из партии, чтобы создать собственную Объединённую партию как обновленную версию либеральной. На выборах 1928 года Реформистская и Объединённая партия получили одинаковое число мест в парламенте. При поддержке лейбористов Объединённая партия сформировала правительство, и Коутс подал в отставку.

## Коалиция
В 1931 году Лейбористская партия прекратила поддержку Объединённой партии, протестуя против различных экономических мер правительства, которые они считали негативными для рабочих. После этого Коутс и реформисты согласились войти в коалицию с Объединённой партией, чтобы не допустить победы лейбористов на предстоящих выборах. Премьер-министром остался лидер Объединённой партии Джордж Форбс, однако Коутс и его коллеги по Реформистской партии получили ряд влиятельных постов. Однопартиец Коутса Уильям Дауни Стюарт стал министром финансов.
По итогам выборов 1931 года коалиция Реформистской и Объединённой партий сохранила власть, хотя лейбористы и увеличили своё представительство. Однако экономические проблемы сохранялись, а безработица росла. Между Коутсом и Стюартом возник конфликт по поводу ответственности правительства, и Коутс сам стал министром финансов. Премьер-министр Джордж Форбс становился все более апатичным и разочарованным, а Коутс все более занимался делами правительства. Также ходили упорные слухи об эмоциональном состоянии самого Коутса, о том, что дрожание его рук вызвано чрезмерным употреблением алкоголя.
На выборах 1935 года коалиция потерпела поражение, получив лишь 19 мест: Коутс едва сохранил своё место в парламенте. Лейбористская партия, набравшая 53 места, сформировала первое лейбористское правительство во главе с Майклом Джозефом Сэвиджем.

## Последние годы
После поражения коалиционного правительства Коутс в основном отошёл от публичной деятельности. Некоторое время он испытывал финансовые трудности, вызванные неожиданным падением доходов, но ситуация улучшилась, когда группа друзей подарила ему крупную сумму денег в благодарность за длительную службу.
После слияния Объединённой и Реформистской партии в Национальную партию в мае 1936 года Коутс стал депутатом от неё в парламенте. Некоторые из его сторонников убеждали его выдвинуть свою кандидатуру в лидеры партии, но другие полагали, что Коутс и Форбс слишком сильно ассоциируются с экономическими проблемами страны и новой партии нужны свежие лица. Форбс выдвинул на пост лидера Чарльза Уилкинсона, но Коутс и его сторонники отвергли эту кандидатуру, дойдя до того, что угрожали выйти из партии и возродить Реформистскую партию, если Уилкинсон станет лидером. В конце концов, с перевесом в один голос победил бывший реформист Адам Гамильтон.
С началом Второй мировой войны лейбористское правительство пригласила Коутса и Гамильтона войти в специальный военный кабинет. Их согласие вызвало конфликт с коллегами по Национальной партии — из-за этого Гамильтон был смещён с поста лидера партии, а отношения Коутса с новым главой партии Сиднеем Холландом ухудшились. Коутс был твёрдо убеждён, что политическим разногласиям не место во время войны, и пытался убедить лейбористов и националистов работать вместе. Он был удовлетворён, когда обе партии создали объединённую Военную администрацию, в которой исполнительным органом служил Военный кабинет. Военная администрация быстро распалась из-за решения националистов покинуть её. Коутс публично осудил решение Национальной партии и остался в Военном кабинете. В это время Коутс решил выдвигаться на следующих выборах как независимый кандидат, а не как кандидат Национальной партии.
Однако его здоровье ухудшалось. Коутс в течение всей жизни много курил, а также у него возникли проблемы с сердцем. 27 мая 1943 года он скончался в своём офисе в Веллингтоне. Лейбористы высказали ему больше похвал, чем однопартийцы, хотя политики всех партий отдали ему дань уважения.